# اولاد قاسم (استان ام بواقی)
اولاد قاسم (استان ام بواقی) (به عربی: أولاد قاسم) یک شهرداری در الجزایر است که در استان ام‌البواقی واقع شده‌است. اولاد قاسم ۶٬۲۷۳ نفر جمعیت دارد.